# トロイゼーン
トロイゼーン（古代ギリシア語: Τροιζήν / Troizḗn ; 英: Troezen）は、ギリシャ・ペロポネソス半島北東部（歴史的なアルゴリス地方）の地名。古代ギリシアの都市国家のひとつであり、ギリシア神話の英雄テーセウス出生の地と伝えられる。
現在はトリジナ（現代ギリシャ語: Τροιζήνα / Troizína）と呼ばれ、ギリシャ共和国アッティカ地方トリジニア市 (Troizinia) に含まれる一地区である。

## 地理
アテネの南西約60km、サロニコス湾を隔てたペロポネソス半島東北部に位置する。コリントスからは東南へ約60km、歴史的なアルゴリスの中心地・アルゴスからは東南東へ約60km離れている。現在の行政区画ではアルゴリス県ではなく、アッティカ地方の所属である。
トリジナの集落（Τροιζήνα）は、トリジニア市の中心・ガラタス (Galatas, Troizina) から西へ約7.5km離れている。海から約3kmの内陸にあり、古代都市の遺跡が残っている。

## 歴史

### 古代
ヒッポリュトス伝説にまつわる信仰は、この古代都市周辺で生まれた。トロイゼーンの娘たちは伝統的に、結婚する前に一房の髪をヒッポリュトスに捧げていた。
サラミスの海戦（紀元前480年）に先立ち、アテナイの女性や子供たちは、アテナイの指導者テミストクレスの指示でトロイゼーンに疎開した。1959年、この町の喫茶店で見つかった石碑には、アテナイからの疎開を命じた「テミクレトスの布告」 (Decree of Themistocles) が刻まれていた。石碑にはサラミスの戦いの200数年後の日付が記されていて、おそらくかつての記憶をとどめるべく作成された複製だと思われる。
トロイゼーンには、小アジアのハリカルナッソス人が建てたイシスの神殿がある。トロイゼーンが彼らの母都市だったためである。イシスの像はトロイゼーンの人々によって奉納された。

### 近現代
ギリシャ独立戦争中の1827年5月、ギリシャの臨時政府はトリジナで第3国民会議 (Third National Assembly at Troezen) を開催した。この国民会議では自由主義的な第三憲法 (Greek Constitution of 1827) が制定され、またロシア帝国外務次官イオアニス・カポディストリアスが初代大統領に選出された。

## 行政区画

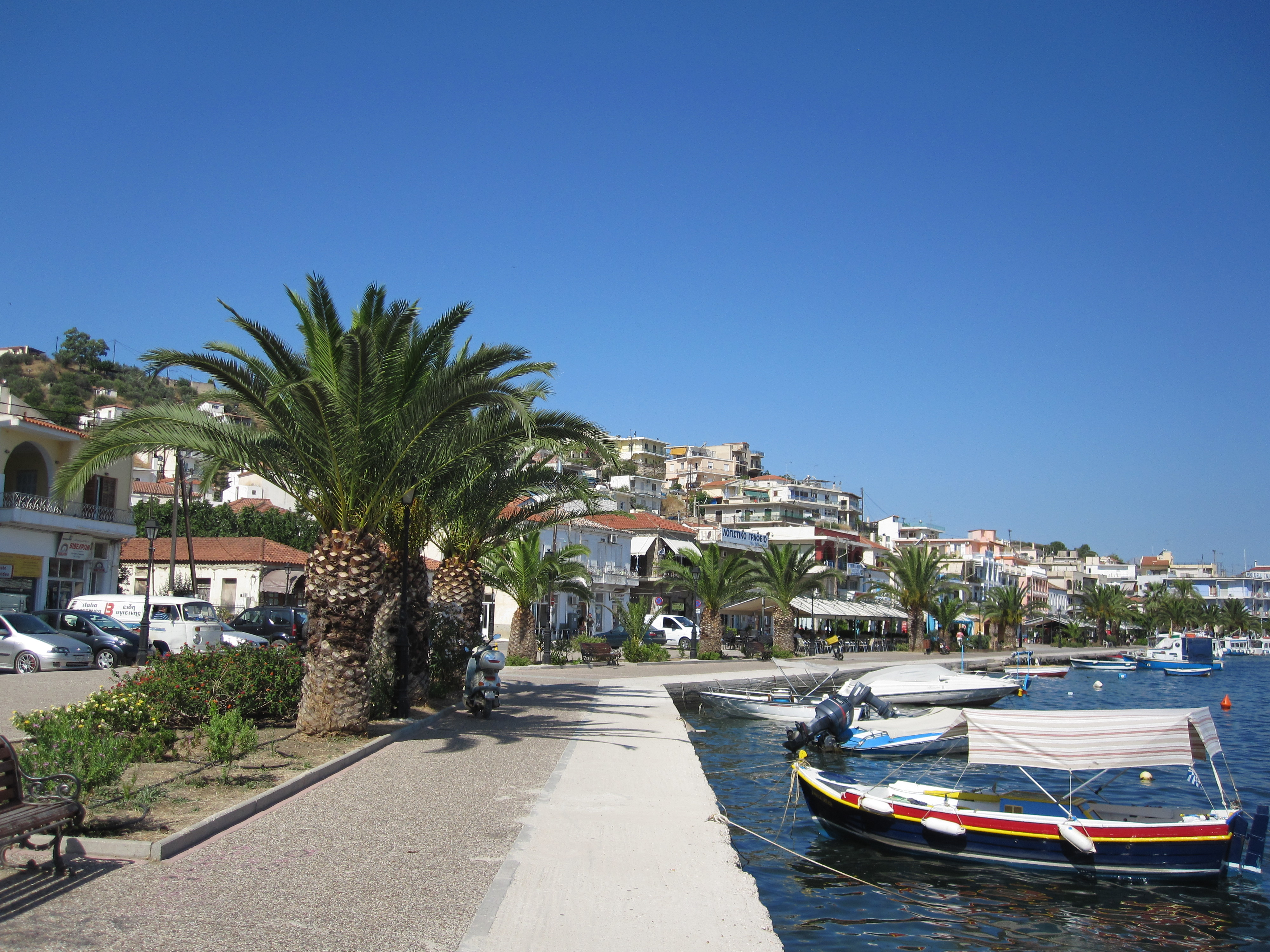
ガラタス

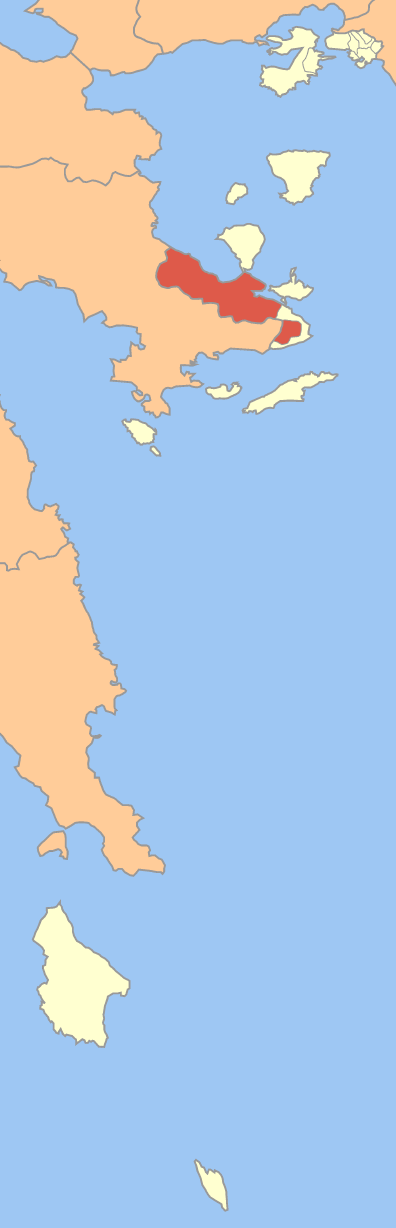
ピレアス県における旧トリジナ市（1999年 - 2010年）

### 旧自治体（ディモティキ・エノティタ）
トリジナ地区（Δημοτική ενότητα Τροιζήνος）は、トリジニア市を構成する行政区（ディモティキ・エノティタ）である。かつてはピレアス県 (Piraeus Prefecture) に属する自治体・トリジナ市（Δήμος Τροιζήνος）であった。
旧トリジナ市も、トリジナ（Τροιζήνα）の村落のほか複数のキノティタ（町や村落）が編成されたもので、その中心はサロニコス湾に面した港町ガラタス (Galatas, Troizina) に置かれていた。市域南東部の飛び地 Σαρωνίδα と Βλαχαίικα （この状況はトリジニア市にも引き継がれた）は、もともとはガラタスの飛び地である。カリクラティス改革にともなう自治体統廃合（2011年1月施行）によって、トリジナ市とメタナ市が合併してトリジニア市（中心地はガラタス）となり、旧市は行政区となった。
トリジナ地区は以下のキノティタおよび集落から構成される。表中の Δ.δ. は Δημοτικό διαμέρισμα の略であり、カポディストリアス改革による統廃合（1999年1月施行）以前の旧自治体に由来する区画である。[　]内は人口（2001年国勢調査）を示す。
| - Δ.δ. Γαλατά ガラタス [ 2.707 ] - ο Γαλατάς ガラタス [ 2.592 ] - η Αγία Σωτήρα [ 41 ] - τα Βλαχαίικα [ 50 ] - η Σαρωνίδα [ 24 ] - Δ.δ. Άνω Φαναρίου [ 387 ] - το Άνω Φανάρι [ 160 ] - η Αγία Ελένη [ 227 ] - Δ.δ. Δρυόπης [ 1.320 ] - η Δρυόπη [ 318 ] - η Καλλονή カロニ [ 751 ] - ο Μύλος [ 11 ] - η Νερατζιά [ 23 ] - η Νησίδα [ 3 ] - το Σκαπέτι [ 171 ] - η Χώρα [ 43 ] | - Δ.δ. Καρατζά [ 401 ] - ο Καρατζάς [ 350 ] - τα Ζερβαίικα [ 51 ] - Δ.δ. Τακτικούπολης [ 737 ] - η Τακτικούπολης [ 391 ] - ο Άγιος Κωνσταντίνος [ 73 ] - η Ακτή Αγάπης [ 27 ] - το Βύδι [ 23 ] - η Μεταμόρφωση [ 174 ] - η Ψήφτα [ 49 ] - Δ.δ. Τροιζήνας トリジナ [ 955 ] - η Τροιζήνα トリジナ [ 671 ] - ο Άγιος Γεώργιος [ 284 ] |

- Διοικητική διαίρεση νομαρχίας Πειραιά (πρόγραμμα Καποδίστριας) - 旧ピレアス県の自治体・集落一覧（1999年 - 2010年）

## 文化・観光

### 神話の中のトロイゼーン
ギリシア神話によると、この町の名はエーリス王ペロプスの息子の一人・トロイゼーンに由来する。ピッテウスとトロイゼーンの兄弟はこの地を訪れ、もともとこの地にいたアエティオスとともに王となった。しかし、兄弟の権力はアエティオスを圧し、トロイゼーンが没するとピッテウスは3つの都市を併合して、町の名をトロイゼーンとした。
ピッテウスの娘アイトラー（アイトレとも）は、アテナイ王アイゲウスとの間に（海神ポセイドーンの子ともされる）英雄テーセウスを身ごもった。アイゲウスはアテナイに戻る前、巨岩の下に自分のサンダルと剣を残し、テーセウスが岩を動かせることができたら、サンダルと剣を持って父のいるアテナイに来るよう言い残した。テーセウスは青年になった時、その岩を見事に動かすことができた。
さらにトロイゼーンは、エウリピデスの悲劇『ヒッポリュトス』の舞台でもある。テーセウスの子ヒッポリュトスに、継母パイドラー（パイドラ）が禁断の恋をしてしまうという話である。ヒッポリュトスは町を離れるが、海から出てきた雄牛に馬車を攻撃され、死んでしまう。同じテーマでセネカは『パエドラ』を、ジャン・ラシーヌは『フェードル』を書いているが、どちらも舞台はトロイゼーンである。
トロイゼーンには、天馬ペーガソスが地上に降り立ったときにできたとされる泉がある。

## 人物
神話上の人物
- ピッテウス - トロイゼーンの王
- アイトラー - ピッテウスの娘、テーセウスの母
- テーセウス - ミーノータウロス退治などで知られる英雄
- ヒッポリュトス - テーセウスの子